# Championnats du monde de cyclisme sur route 1952
Navigation
Varèse 1951 Lugano 1953
Les championnats du monde de cyclisme sur route 1952 ont eu lieu le 24 août 1952 à Luxembourg au Luxembourg.

## Déroulement des championnats
Pour la première fois dans l'histoire des championnats du monde professionnels sur route, le vainqueur est un Allemand, Heinz Müller, 27 ans, appartenant à l'équipe Bauer. 48 participants sont au départ de cette épreuve, longue de 280 km et peu exigeante, fondée sur un circuit de 16 km. Les 17 tours au programme voient quelques tentatives d'évasion, mais, à partir du treizième, le peloton principal reste uni et se présente groupé à l'arrivée où Heinz Müller, peu connu jusqu'alors, réalise un sprint victorieux, reléguant le Suisse Gottfried Weilenmann à la deuxième place. Sa vitesse moyenne est de 39,45 km/h. Son succès est complété par la troisième place de son coéquipier Ludwig Hörmann. Il est suivi par un groupe de 31 autres coureurs, dont 19 se classent onzièmes ex æquo et parmi eux l'Allemand Werner Holhoffer. Le quatrième Allemand Valentin Petry termine à la trentième place, Heinrich Schwarzer et Peter Schulte se sont retirés après le neuvième tour. Avec eux, huit autres coureurs on prématurément abandonné la course.
La veille, 113 coureurs amateurs de 23 pays participent à l'épreuve tracée sur 175 kilomètres. L'Italien Luciano Ciancola, âgé de 22 ans, s'impose avec une vitesse moyenne horaire de 40,048 km/h et une avance infime. Le Néerlandais Piet van den Brekel, initialement deuxième à la photo finish, est ensuite disqualifié pour un changement illégal de vélo.

## Résultats
| Épreuves :                          | Or                                | Or              | Argent                      | Argent | Bronze                              | Bronze |
| Professionnels                      |                                   |                 |                             |        |                                     |        |
| Hommes - course en ligne            | Heinz Müller Allemagne de l'Ouest | 7 h 05 min 51 s | Gottfried Weilenmann Suisse | m.t.   | Ludwig Hörmann Allemagne de l'Ouest | m.t.   |
| Amateurs                            |                                   |                 |                             |        |                                     |        |
| Hommes - amateurs - course en ligne | Luciano Ciancola Italie           | -               | André Noyelle Belgique      | -      | Roger Ludwig Luxembourg             | -      |

## Tableau des médailles
| Rang  | Nation               | Or | Argent | Bronze | Total |
| ----- | -------------------- | -- | ------ | ------ | ----- |
| 1     | Allemagne de l'Ouest | 1  | 0      | 1      | 2     |
| 2     | Italie               | 1  | 0      | 0      | 1     |
| 3     | Belgique             | 0  | 1      | 0      | 1     |
| 3     | Suisse               | 0  | 1      | 0      | 1     |
| 5     | Luxembourg           | 0  | 0      | 1      | 1     |
| Total | Total                | 2  | 2      | 2      | 6     |